# Zeepier
De wadpier, zeepier, leegloper of aasworm (Arenicola marina) is een worm die leeft in een graafgang op kleiig zandige wadbodems die bij eb droogvallen. De hoopjes opgerolde zandslierten ('tandpastahoopjes') op het wad zijn hun uitwerpselen. De soort komt voor in de noordoostelijke Atlantische Oceaan van Portugal tot Schotland en Denemarken, en is heel algemeen in de Waddenzee.

## Kenmerken

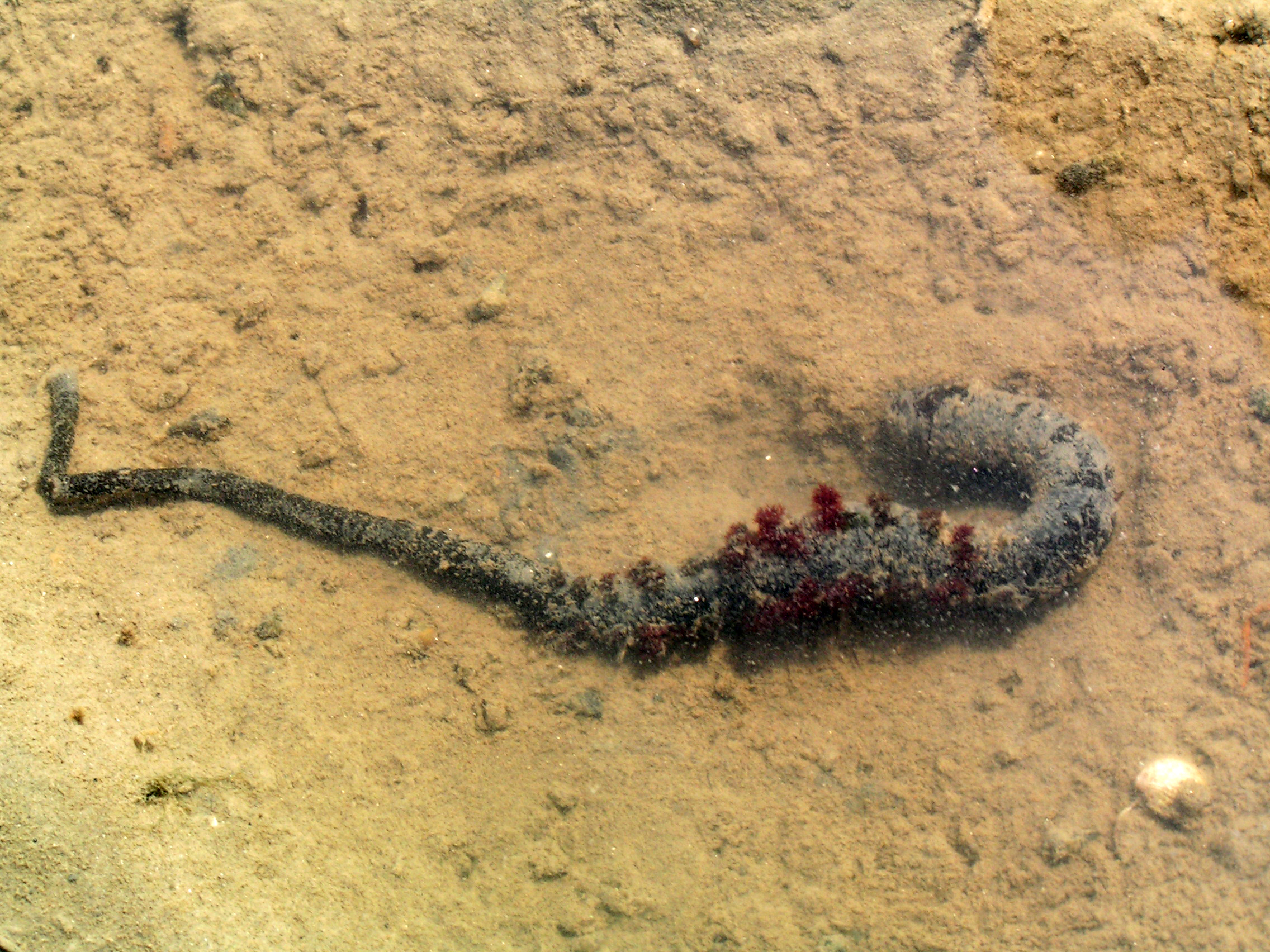
Volwassen wadpier

De wadpier kan tot 22,5 cm lang, 1 cm dik en 6 jaar oud worden. In optimale biotopen kunnen dieren een lengte van 40 cm bereiken. De dieren zijn paarsrood van kleur met een groenachtige weerschijn. Het lichaam is in segmenten verdeeld en bestaat uit drie delen waarvan het middendeel het dikst is. Aan het kopgedeelte bevindt zich een grote proboscis die volledig uitgestulpt kan worden en die dient om zand in te 'slikken'. In de wand van het kopgedeelte bevinden zich statocysten waarmee het dier onderscheid tussen boven en onder kan maken. Op het zachte middengedeelte van het lichaam bevinden zich gereduceerde borstels en 13 paar geveerde rode kieuwen. Het staartgedeelte is stijver en heeft geen borstels en kieuwen. Er is een goed ontwikkeld bloedvatensysteem waarbinnen het rode bloed gescheiden circuleert van het overige lichaamsvocht. Het systeem bestaat uit een centraal bloedvat van waaruit naar elk segment een aftakking loopt. De rode kleur van het bloed wordt veroorzaakt door hemoglobine.
Het dier leeft in een U-vormige gang die tot ongeveer 30 centimeter diep gaat. Aan de kopzijde van de gang bevindt zich een trechtervormig kuiltje op ongeveer 15 cm van het hoopje uitwerpselen. De wanden van het horizontale deel van de gang en van de gang naar boven waar de uitwerpselen gedeponeerd worden, zijn met slijm bekleed. Het met slijm beklede deel van de gang is ook het deel waarin het dier leeft. Een volwassen dier komt alleen onvrijwillig uit deze gang tevoorschijn. Normaal gesproken verblijft het dier daar het hele leven, minimaal enkele maanden, inclusief de tijd waarin reproductie plaatsvindt.
De soort leeft in de getijdenzone in het overgangsgebied van zand naar klei waarin ook veel silt aanwezig is. Zij kunnen daar dichtheden van 10-70 dieren per vierkante meter bereiken. In een volledig uit klei bestaande bodem kan het dier niet leven. De dieren zijn bestand tegen extreme omstandigheden zoals hitte en uitdroging. Daarnaast kunnen zij ook bevriezing verdragen. Het is bekend dat de wadpier tot een maand in een bevroren zandbodem kan overleven

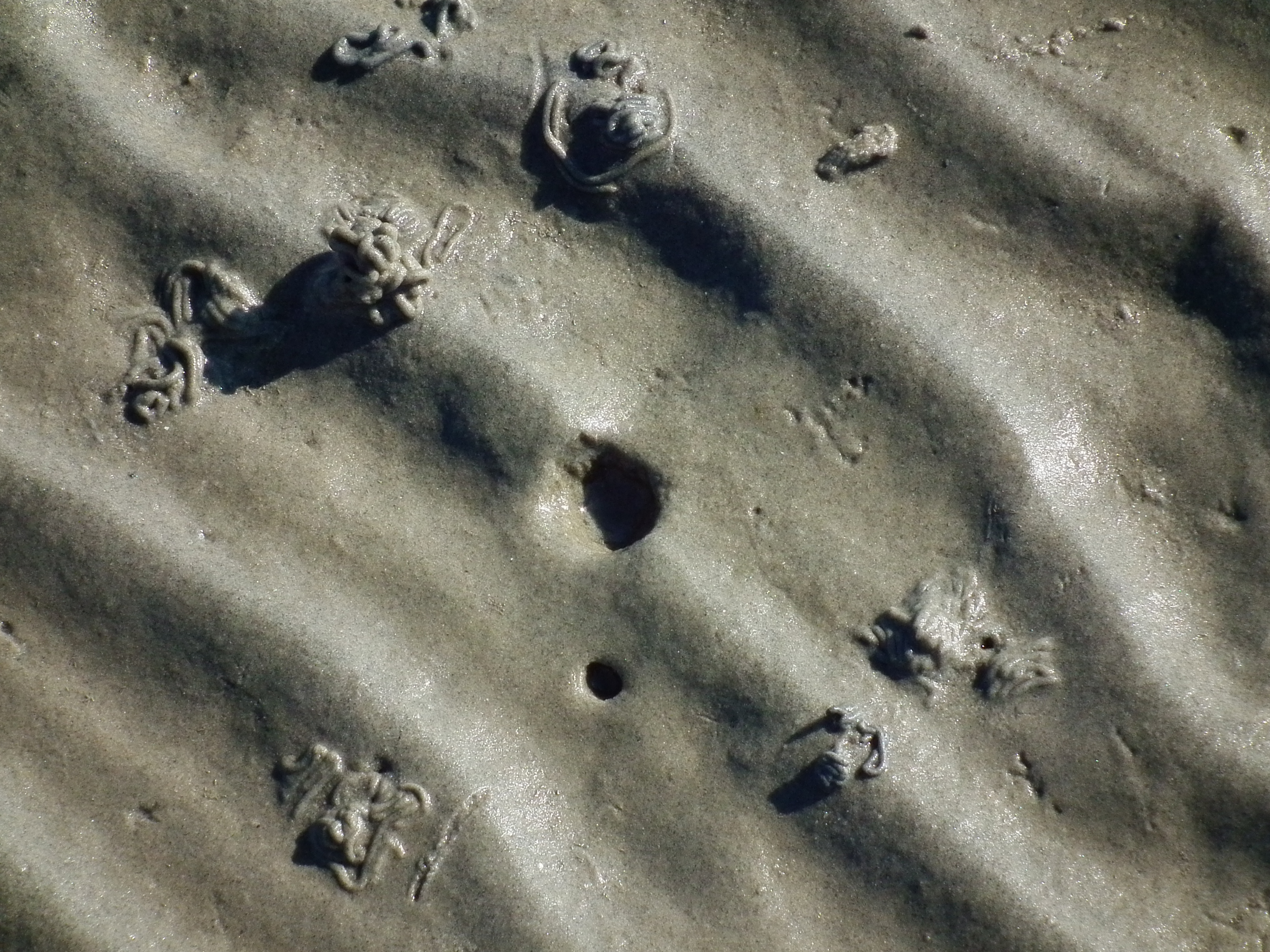
uitwerpselhoopjes en trechtertjes

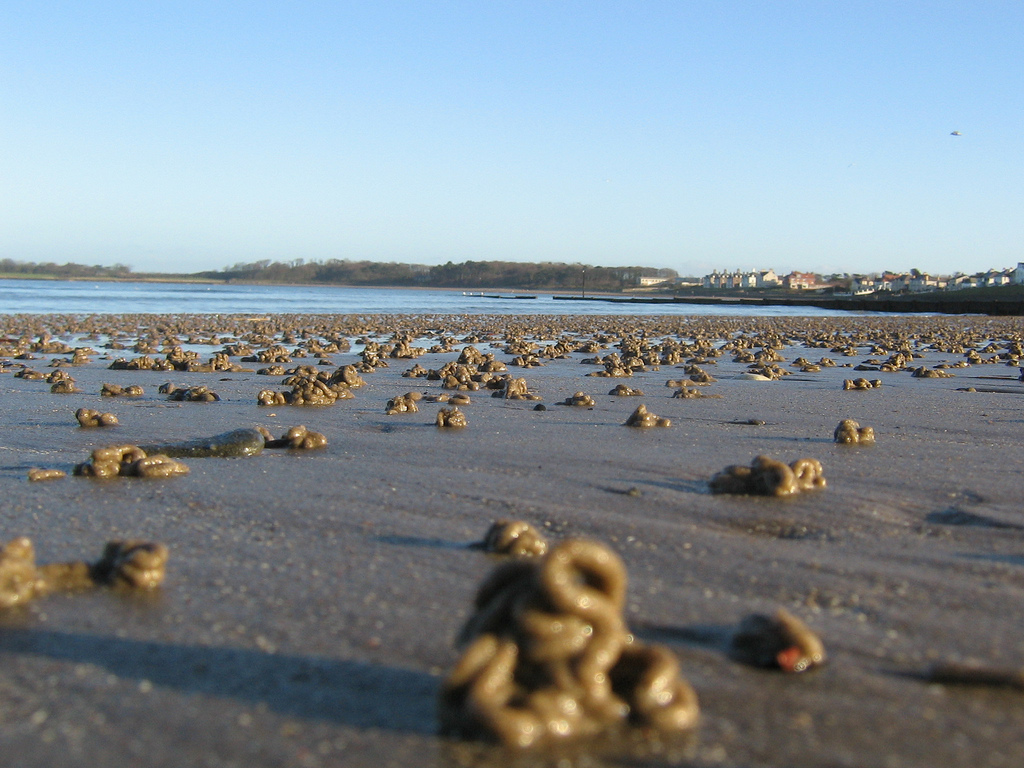
wad bezaaid met uitwerpselhoopjes

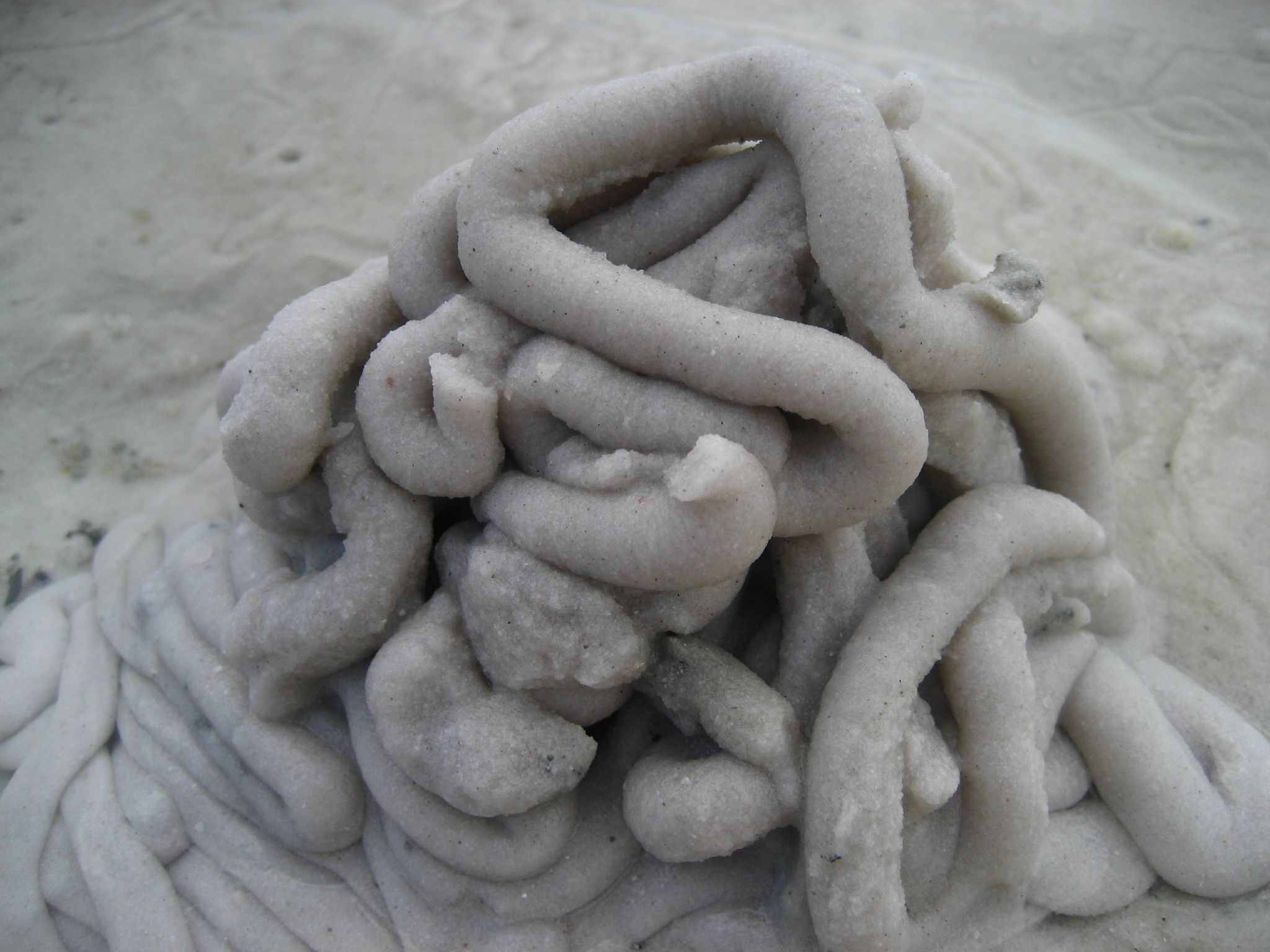
pastahoopje

De eb- en vloedstromen spoelen voortdurend zand in de trechter dat zich ophoopt voor de kop van het dier. Door een golvende beweging met zijn lichaam te maken wekt de wadpier een waterstroom op die via de ingang bij de hoop uitwerpselen naar binnen gaat en door de trechter weer naar buiten. Het organisch materiaal dat met deze waterstroom wordt meegevoerd, wordt door het zandfilter voor de kop tegengehouden. Dit zand wordt op deze wijze met voedsel verrijkt en gegeten door het dier. Het darmkanaal filtert het organisch materiaal uit het zand, dat als uitwerpselen het lichaam verlaat. Deze uitwerpselen worden als kenmerkende spiraalvormige 'tandpasta'hoopjes om de ongeveer 40 minuten op het sedimentoppervlak neergelegd waar zij als het zand nat is blijven liggen.
De vijanden van de wadpier zijn andere wormen zoals de zeeduizendpoot, vogels, platvissen en ook de mens.

## Voortplanting
De dieren zijn in het tweede jaar geslachtsrijp. In oktober geven ze hun eicellen en zaadcellen af in het water. Dit gebeurt door alle dieren min of meer gelijktijdig. Ze worden in het water bevrucht. Er zit een geleimassa rondom de zaadcellen en de eicellen. Dat is het voedsel van de larven; als ze 12 segmenten hebben verlaten ze het ei.

## Hydrobia laagje
Met het sediment dat door de trechter naar beneden gevoerd wordt gaat ook ander materiaal mee. Op plaatsen waar de wadpier aanwezig is, leeft ook vaak in grote hoeveelheden het wadslakje. Deze wadslakjes kunnen in de trechter terechtkomen en worden dan met het sediment naar de onderzijde van de U-vormige graafgang meegevoerd. Daar zamelt zich dit meegevoerde materiaal op. De bioturbate werkzaamheid van vele wadpieren tezamen zorgt ervoor dat dit opgezamelde materiaal uiteindelijk een aaneengesloten laagje van enkele tot tien centimeters dikte wordt dat zich op 20 à 30 centimeter onder het wadoppervlak bevindt. Het werd voor het eerst beschreven door Van Straaten.

## Visaas

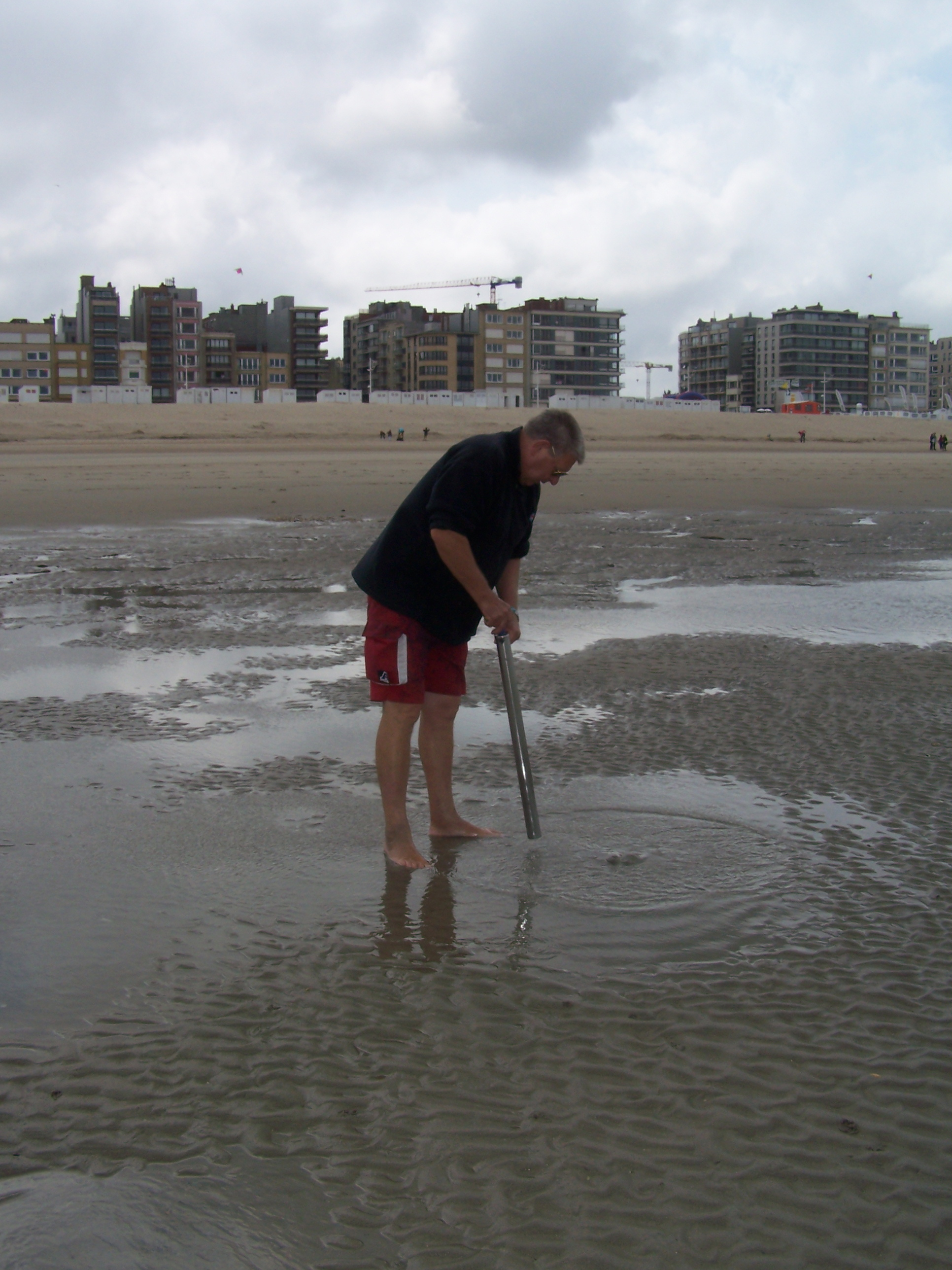
Visser die wadpieren zoekt

Wadpieren worden gebruikt voor aas bij het vissen. De wadpier geeft een sterke geur in het water af die vissen lokt. Als de wadpier langer dan 20 minuten in het water wordt gehouden is de geur echter verdwenen. Tevens is de wadpier maar 24 uur te houden zonder de geur te verliezen. Wadpieren zijn te conserveren, dit doet men door ze op een krant los van elkaar te leggen en ze met flink wat zout te bestrooien. Ze verliezen dan veel vocht en zijn in een bakje met zaagsel in de vriezer goed te bewaren.